# Wilbert Magré
Egbert Willem (Wilbert) Magré (Zwolle, 5 januari 1992) is een Nederlands pianist, organist en dirigent.

## Biografie

### Jeugd en studie
Magré kwam op zeer jonge leeftijd al in aanraking met de muziek van zijn vader Wim Magré die organist en dirigent was. Hij ging op achtjarige leeftijd naar de gemeentelijke muziekschool in Nunspeet waar hij Algemene Muzikale Vorming kreeg. Een jaar later ging hij bij Herman Riphagen pianolessen volgen. Hij bezocht het mbo aan het Menso Alting College in Zwolle waar hij de opleiding administrateur niveau 4 volgde.

### Loopbaan
Magré is als organist verbonden aan de Hersteld Hervormde Gemeente in Doornspijk, de Grote Kerk en Oosterkerk in Elburg en de gereformeerde kerk in Doornspijk. Daarnaast leidt hij ook geregeld kerkdiensten in de Engelse Kerk in Amsterdam en de Grote Kerk in Apeldoorn.
Als pianist leidt hij onder meer het "Young Ladies Choir Rejoice" uit Nunspeet, het "Noorder Jongerenkoor" in Drachten, "Vocalgroup Undique" en het "Veluws Mannenensemble". Daarnaast is hij dirigent van het Groot Nederlands Johannes de Heer koor. Ook maakt hij concertreizen en speelt op de orgels van de Notre Dame van Parijs, de Dom van Keulen en diverse kerken in Wenen.

### Privé
Magré is getrouwd en heeft drie kinderen. In februari 2025 werd bij hem de ziekte MS geconstateerd.

## Discografie
- Joy to the World
- Een Kind is ons geboren
- Wilbert Magré piano and symphonic orchestra
- Samen van Magré & Magré
- Wees mij genadig
- Prelude met Erica Vogel (dwarsfluit) en Wim Magré (orgel)
- Pastorale
- Ik wil zingen van mijn Heiland, Veluws Mannenensemble met Wilbert Magré op het orgel